# Medorippe crosnieri
Medorippe crosnieri is een krabbensoort uit de familie van de Dorippidae. De wetenschappelijke naam van de soort is voor het eerst geldig gepubliceerd in 1987 door Chen.